# مقدره
مقدره (به عربی: مقدرة) یک شهرداری در الجزایر است که در استان سیدی بلعباس واقع شده‌است.